# زبان کیچوا
زبان کیچوا (انگلیسی: Kichwa language) از زبان‌های کچوا است که زبان تمامی مردم کچوا در کلمبیا و اکوادور است.این زبان اکنون در حدود یک میلیون نفر سخنور دارد.